# Power Rangers : Super Samurai
Chronologie
Samurai Megaforce
Power Rangers : Super Samurai est la 19e saison de la série télévisée américaine Power Rangers, adaptée du super sentai japonais Samurai Sentai Shinkenger. C'est la suite directe de Power Rangers : Samurai.
Composée de 20 épisodes, elle a été diffusée aux États-Unis du 18 février au 15 décembre 2012 sur Nickelodeon et en France sur Canal J du 28 avril au 11 septembre 2012, puis sur Gulli depuis le 7 octobre 2012.

## Synopsis
Les rangers grâce à la boîte noire ont de nouveaux pouvoirs ils peuvent se transformer en mode super samouraï. Mais maître Xandred et son infâme allié Serrator vont tout faire pour les éliminer. Il y a une surprise inattendue dans l'épisode 16 qui va troubler les rangers. Mais il y a de nouveaux toujours de nouveaux Nighloks plus puissants et toujours aussi bêtes

## Distribution

### Rangers Samouraï
| Acteur                                       | Personnage     | Ranger                                              | Élément    | Armes                                                                         | Zords                                                       | Armures                           |
| -------------------------------------------- | -------------- | --------------------------------------------------- | ---------- | ----------------------------------------------------------------------------- | ----------------------------------------------------------- | --------------------------------- |
| Alex Heartman (VFB : Gauthier de Fauconval)  | Jayden Shiba   | Ranger Samouraï rouge / Super Samouraï rouge        | 火 Feu     | Morpher Samouraï ; Épée Samouraï ; Massue de feu ; Boîte noire; Taureau Zooka | Zord Origami Lion ; Zord Tigre ; Zord Requin ; Zord Taureau | Mode Super Samouraï ; Mode Shogun |
| Najee De-Tiege (VFB : Grégory Praet)         | Kevin          | Ranger Samouraï bleu / Super Samouraï bleu          | 水 Eau     | Morpher Samouraï ; Épée Samouraï ; Hydro-arc ; Boîte noire                    | Zord Origami Dragon ; Zord Espadon                          | Mode Super Samouraï ; Mode Shogun |
| Hector David Jr (VFB : Antoni Lo Presti)     | Mike           | Ranger Samouraï vert / Super Samouraï vert          | 木 Forêt   | Morpher Samurai ; Épée Samurai ; Lance de la forêt ; Boîte noire              | Zord Origami Ours, Zord Scarabée                            | Mode Super Samouraï               |
| Brittany Anne Pirtle (VFB : Mélanie Dermont) | Emily Henson   | Ranger Samouraï jaune / Super Samouraï jaune        | 土 Terre   | Morpher Samurai ; Épée Samurai ; Fonceur terrestre ; Boîte noire              | Zord Origami Singe                                          | Mode Super Samouraï               |
| Erika Fong (VFB : Cathy Boquet)              | Mia Watanabé   | Ranger Samouraï rose / Super Samouraï rose          | 天 Air     | Morpher Samurai ; Épée Samurai ; Éventail céleste ; Boîte noire               | Zord Origami Tortue                                         | Mode Super Samouraï ; Mode Shogun |
| Steven Skyler (VFB : Bruno Borsu)            | Antonio Garcia | Ranger Samurai doré                                 | 光 Lumière | Morpher Samurai doré ; Sabre du Barracuda ; Boîte noire                       | Octozord ; Crustazord ; Zord Flash                          |                                   |
| Kimberley Crossman (VFB : Mélissa Windal)    | Lauren Shiba   | Ancien Ranger Samouraï rouge / Super Samouraï rouge | 火Feu      | Morpher Samouraï ; Épée Samouraï ; Massue de feu ; Boîte noire; Taureau Zooka | Zord Origami Lion ; Zord Tigre ; Zord Requin ; Zord Taureau | Mode Super Samouraï ; Mode Shogun |

## Rangers opérateurs et personnages secondaires
| Acteurs                              | Personnages  | Rangers                            | Armes                                                 | Zords                  | Armure                 |
| ------------------------------------ | ------------ | ---------------------------------- | ----------------------------------------------------- | ---------------------- | ---------------------- |
| Eka Darville (VFB : Philippe Allard) | Scott Truman | Ranger opérateur de la série rouge | Nitro-blaster, Sabre-lumière, Epée-nitro, Morpher RPM | Aigle Zord ; Paléozord | Mode Attaque du Requin |

### Personnages secondaires
- Mentor Ji (René Naufahu)   (VFB : Robert Guilmard) : le mentor de l'équipe. Il leur apporte divers conseils comme « le samouraï est fort, mais l'équipe est imbattable » et entraîne l'équipe à devenir des samouraïs, et à lutter contre Xandred. Il entraîne Jayden depuis son enfance. Il dispose également d'un Morpher Samurai pour contacter ses élèves.

- Farkas « Bulk » Bulkmeier (Paul Schrier)   (VFB : Daniel Nicodème) : plein de bonnes intentions, mais un peu niais, il a un tas d'idées délirantes qui ne peuvent pas toujours se réaliser. Se considérant comme un samouraï, il veut former Spike, le fils de son meilleur ami Skull, à devenir un vrai samouraï. Mais ses tentatives finissent la plupart du temps en désastre, et quand le danger se présente, il choisit plutôt la fuite. Spike et lui ont tenté de vaincre Negatron sans succès. Bien que ce dernier les ait insultés en leur disant qu'ils étaient de mauvais samouraïs, cela ne les a pas empêchés de reprendre l'entraînement et le combat et il va revoir Skull qui arrive avec sa limousine et son chauffeur qui récupérent Spike le fils de ce dernier.

- Spike Skullovitch (Felix Ryan) (VFB : Aurélien Ringelheim) : fils malchanceux de Skull a hérité de la maladresse et du rire très particulier de son père, ce qui ne l'arrête pas dans sa quête pour devenir un samouraï . Bien qu'il cherche à avoir du courage, il est mal préparé pour affronter les dangers que rencontre un samouraï, et finalement il est surtout un citoyen malchanceux et amoureux de la Ranger Samurai rose. Bulk et lui ont tenté de vaincre Negatron sans succès. Bien que ce dernier les ait insultés en leur disant qu'ils étaient de mauvais samouraïs, cela ne les a pas empêchés de reprendre l'entraînement et le combat. Une fois de plus, Spike tente d'arrêter les Moogers, mais il n'arrive pas à les attraper à temps. Lors d'un tour en forêt avec son oncle Bulk, on apprend qu'il a peur des ours. C'est le moment que choisit un Nighlok pour attaquer. Ils utilisent alors la technique ancestrale du « mort » et survivent avec brio à leur premier combat, ce qui fait d'eux de vrais guerriers samouraïs et au dernier épisode, son père Skull le récupère à bord de sa limousine avec son chauffeur.

- Eugene « Skull » Skullovitch (Jason Narvy) : père de Spike et meilleur ami de Bulk qui le considère comme son frère[6]. Il apparaîtra au dernier épisode, récupérant son fils Spike à bord de sa limousine avec son chauffeur.

- Scott Truman (Eka Darville) : ranger opérateur de la série rouge, Scott traverse plus tard dans la dimension des Rangers Samurai lorsque le professeur Cog se réfugie dans leur dimension après avoir combattu le Strato Megazord. Scott est incapable de se « démorpher » en raison des différences dans l'atmosphère. Il tombe sur les cinq Rangers Samurai combattant un groupe de Grinders.

- Grand Shogun : C'est lui qui a emprisonné le Zord Taureau il y a des trois siècles. Il donne aux Rangers les pouvoirs du mode Shogun.

- Cody : jeune garçon qui a libéré le Zord Taureau et grâce à qui les Rangers peuvent l'utiliser. Il a également fabriqué le fusil mitrailleur Torozooka.

- Père de Cody : c'est lui qui donne aux Rangers le Disque Taureau pour contrôler le Zord Taureau, il parle du Grand Shogun aux Rangers.

- Terrence « Terry » Watanabé : petit frère de Mia. Il veut qu'elle chante dans son groupe, mais elle refuse. Finalement, ce sera Antonio qui prendra le poste.

- Chad et Noah : amis de Kevin qui participent au championnat de natation.

### Ennemis
Les ennemis sont des Nighloks. Ils sont apparus sur Terre il y a bien longtemps mais leur attaque a été repoussée par de puissants samouraïs. Aujourd'hui ils sont de retour. Ils naviguent sur le fleuve Sanzu qui se remplit quand les gens ont peur. Ils ont besoin de cette eau pour vivre, car ils réagissent mal au contact de notre air.
- Maître Xandred (VFB : Robert Dubois) : Ennemi principal des Rangers Samurai. Il vient du monde d'en-bas et est le chef des Nighloks (les monstres de cette série appartiennent à cette espèce). Il navigue sur le fleuve Sanzu avec Dayu et Octoroo. Il a besoin d'un médicament que lui prépare ce dernier et qui l'endort complètement. Il peut faire preuve d'une grande violence même envers ses alliés. Il y a des années, il a été emprisonné par les anciens Rangers Samurai grâce aux symboles du pouvoir du Ranger Samurai rouge. Mais il n'a pas bien fonctionné car le père de Jayden était trop faible. C'est pourquoi Les Nighloks sont de retour. Xandred décide donc d'attaquer en masse la ville pour détruire le Ranger rouge. Lorsqu'il apprend que Deker a stoppé le combat entre un Nighlok et Jayden, il rentre dans une colère noire et se bat contre lui. Deker parvient à s'en sortir de justesse. Fou de rage que Dayu n'ait pas détruit Deker, il détruit son harmonium la poussant à s'enfuir. En apprenant d'Octoroo que Serrator l'a trahi, (dans l'épisode 13), Xandred se rend dans le monde des humains pour le détruire avec les Rangers. Il échoue mais réussit à rendre inconscient Jayden et à battre les autres Rangers. Il répare l'harmonium de Dayu qui revient auprès de lui. Souffrant d'une grande déshydratation, il restera au fond de la Rivière Sanzu pour récupérer, permettant à Serrator de prendre le commandement et d'exécuter son propre plan. Grâce aux efforts de Gigertox et d'Octoroo dans l'épisode 17, sa résurrection est accélérée et aboutie dans l'épisode 18. Xandred achèvera et absorbera Dayu, afin de restauré totalement ses pouvoirs dans l'épisode 19, devenant lui aussi moitié Nighlok moitié humain, (grâce à l'humanité de Dayu) et ne souffrant plus de déshydratation ou du symbole de confinement. Il sera détruit par Jayden en mode Shogun. Il reviendra sous la forme d'un géant et détruira plusieurs Zords des Rangers. Il sera détruit pour de bon par les Power Rangers et leur Megazord Samurai en utilisant tous leurs symboles de pouvoir, mais dans sa destruction détruira le Megazord Samurai.

- Dayu  (VFB : Guylaine Gibert) : Elle vit avec maître Xandred et joue d'un instrument appelé l'Harmonium. Elle semble être une grande combattante. Elle déteste qu'on se moque d'elle, et remet souvent en cause le travail des Nighloks qui s'enfuient en plein milieu du combat. Mais elle craint et respecte maître Xandred. Elle décide de capturer des mariées pour transformer leurs larmes en robe de mariée pour elle. Elle se bat contre les Rangers qui ont saboté son plan, mais serait morte sans l'intervention de Deker. Elle laissera le camp de Xandred, pendant un temps, (après qu'il a détruit son harmonium dans l'épisode 19 de Power Rangers Samuraï, en lui ordonnant d'oublier son passé d'humaine), et prendra un Besti Poil comme compagnon. Elle rejoindra Serrator pendant une courte période avant de retourner vers son ancien maître (quand il répare son harmonium dans l'épisode 13 de Power Rangers Super Samuraï). Dans l'épisode 18, elle tente de convaincre Deker de renoncer à tuer Jayden, en vain. Après la mort de Deker, elle affrontera Mia qui la blessera mortellement et détruira son harmonium, ce qui libérera Xandred. Ce dernier achèvera et absorbera Dayu, afin de restaurer totalement ses pouvoirs dans l'épisode 19, devenant lui aussi moitié Nighlok moitié humain, (grâce à l'humanité de Dayu) et ne souffrant plus de déshydratation ou du symbole de confinement. (Autrefois, Dayu était humaine mais le roi des Nighloks l'a transformée en Nighlok il y a deux siècles, à l'époque où elle était humaine : elle et Deker était mariés car à cette époque Deker était lui aussi humain et l'harmonium de Dayu était une guitare). S'il restait une partie de Dayu après son absorption, elle a été tuée quand les Rangers ont détruit Xandred, lui permettant d'être réunie avec Deker dans l'au-delà.

- Octoroo  (VFB : Benoît Van Dorslaer) : Le cerveau de l'équipe. C'est lui qui prépare le médicament de maître Xandred. Il connaît beaucoup de choses sur les Nighloks et le fleuve Sanzu. C'est lui qui découvre le pouvoir spécial du Ranger rouge, à savoir le pouvoir de renvoyer les Nighloks dans le monde d'en-bas. Maître Xandred le surnomme dans presque tous les épisodes « Tête de nouilles ». Octoroo est très loyal envers Xandred, ne l'ayant jamais trahi. Il avertit son maître de la trahison de Serrator dans l'épisode 13, et l'envoie au fond de la Rivière Sanzu pour qu'il récupère de sa déshydratation. Après la mort de Serrator, il prend temporairement la tête des Nighloks et envoie en outre Gigertox, dans l'épisode 17, pour réveiller Maître Xandred en provoquant assez de peur. Octoroo sacrifie sa seconde vie pour Gigertox, réussissant à réveiller Xandred et reste à bord de son bateau durant l'assaut final. Après la défaite de son maître, il est présumé mort quand le bateau de Xandred retourné dans le monde d'en bas, est englouti dans la Rivière Sanzu.

- Deker (Ricardo Medina Jr.)  (VFB : Laurent Bonnet) : Il semble avoir connu les anciens samouraïs et être lié au Lion. Il voit en Jayden un adversaire de valeur. Son épée s'appelle Uramasa. Il est connu de Xandred, Octoroo et Dayu, et sauve celle-ci d'une mort certaine. Il défend le Ranger Samurai rouge qui se fait attaquer par un Nighlok afin de le tuer lui-même. Voyant qu'il a été trop affaibli par le combat, il le laisse tranquille. Maître Xandred est furieux après lui car il a interrompu le combat entre un Nighlok et le Ranger Samurai rouge. Il se bat alors violemment avec lui et manque de le tuer. Deker lui rétorque que sa forme humaine lui permet au moins de s'échapper du monde d'en-bas, avant de s'enfuir. Lors de l'épisode Le Duel suprême, il est tué par Jayden, apparemment libéré de sa malédiction. Il est révélé être toujours vivant dans l'épisode 8 de Power Rangers Super Samuraï, parce que Jayden a détruit son épée Urumasa durant leur dernier combat. Il s'allie à Serrator avec Dayu, quand celui-ci lui promet de réparer Urumasa en échange de l'aider à accomplir son plan ultime. Une fois Urumasa réparée dans l'épisode 15, il aide les Rangers en blessant mortellement Serrator et en refusant de l'aider à détruire le monde des humains, ne partageant pas la même haine des humains que lui et ayant accepté de l'aider uniquement pour récupérer son épée réparée. Il affrontera Jayden dans un combat final, dont Jayden sera le vainqueur. Puis il sera achevé par Kevin qui lui portera un coup fatal pour protéger Jayden, dans l'épisode 18. Après sa mort, Urumasa disparaît et Deker sera réuni avec Dayu dans l'au-delà, dans l'épisode suivant.

- Le professeur Cog : il vient de la dimension de Scott et veut le détruire ainsi que les Rangers Samurai. Il sera finalement détruit par Scott et les Rangers Samuraï.

- Moogers : soldats de maître Xandred. Ils possèdent plusieurs armes à leurs disposition : l'arc, l'épée, la lance, la mitrailleuse lasers et des canons énormes.Les canons qu'ils utilisent sont tellement gros qu'il faut quatre Moogers géants pour le porter. Ils apparaissent dans la plupart des épisodes.
- Spitfangs : ce sont des soldats à tête de crocodile, avec des jambes et de petits bras. Comme les Moogers, ils peuvent devenir géants pour combattre les Rangers.

- Besti-poils : petites bêtes accrochées par des fils au plafond sur le fleuve Sanzu. Elles donnent un mal de tête à maître Xandred. Dans un épisode, Maître Xandred en bannit un. Mais Dayu le retrouve et en fait son compagnon, il sera écrasé par Xandred peu après la mort de Dayu.

- Grinders : robots de l'équipe du professeur Cog.
- Sergent Tread : Nighlok très rapide pouvant utiliser ses bras comme des roues géantes, étrangement ce Nighlok n'a pas de seconde vie. Il meurt aux côtés du Professeur Cog de la main de Scott et des Rangers Samuraï.
- Général Gut : Nighlok très puissant et doué au combat. Il est détruit par les Rangers Samuraï.
- Sharkjaw : Nighlok très puissant et doué au combat, pouvant tourner sur lui-même à grande vitesse. Il fut remplacé par le général Gut. Il est le seul Nighlok à ne jamais être détruit sur écran. Son sort final est inconnu, il est présumé avoir été tué par Xandred après son remplacement, ou scellé pour toujours dans Power Rangers Super Samouraï.

- Serrator  (VFB : Daniel Nicodème) : Roi des Nighloks qui se bat avec ses éventails et qui semble très fidèle à Maitre Xandred. C'est lui qui a transformé Dayu et Deker en Nighloks et qui a forgé puis réparé l'épée de Deker, Urumasa. En réalité Serrator à son propre plan et le met en place durant ses assauts sans éveiller les soupçons de Xandred, d'Octoroo et des Rangers. Sa trahison est découverte par Octoroo dans l'épisode 13 et en informe Xandred qui essaiera de le détruire avec les Rangers mais il réussira à s'enfuir. Avec Xandred souffrant d'une grande déshydratation et devant rester quelque temps au fond de la Rivière Sanzu pour récupérer, il prendra la tête des Nighloks et aura le champ libre pour exécuter son plan ultime, à savoir créer une faille géante et utiliser Deker et Urumasa pour l'ouvrir et permettre à la Rivière Sanzu d'inonder la Terre, régnant ainsi sur deux mondes (les Rangers le découvriront dans l'épisode 14). Dans l'épisode 15, il tentera de compléter son plan en rendant Urumasa à Deker et en lui ordonnant d'ouvrir la faille (lui ayant également promis de le libérer de sa malédiction). Mais Deker ne partageant pas la même haine des humains que Serrator, et ayant accepté de l'aider seulement pour récupérer Urumasa réparée, le blesse mortellement et remet son épée dans son fourreau, empêchant la faille de s'ouvrir, ce qui rend Serrator fou de rage. Il sera détruit, coupé en deux, par les Power Rangers qui combineront tous leurs zords pour en venir a bout. Il est le deuxième Nighlok le plus puissant de la série.

- Papyruxs : soldats de Serrator. Papyrux est une créature géante qui obéit à la pensée de Serrator et exécute les moindres ordres de ce dernier. Papyrux apparaît quand Serrator jette une représentation de Papyrux faite de papier et mise sur un fond noir. Il existe des Papyruxs jumeaux qui apparaissent en même temps. Papyrux est très coriace, il est assez puissant pour que les Rangers soient obligés d'utiliser des attaques très puissantes venant de leurs Megazords pour vaincre un Papyrux. Deux Papyruxs sont utilisés par Serrator dans son combat final contre les Rangers. Ils n'apparaissent plus du tout après la mort de Serrator.

### Nighloks
- Arachnitor : Ayant muté, il est beaucoup plus puissant qu'avant avec la fureur d'un animal enragé. Il est cependant totalement soumis à maître Xandred, en raison de sa trahison dans l'épisode 17 de Power Rangers Samuraï. Il sera finalement détruit dans l'épisode 1 de Power Rangers Super Samuraï.

- Armadeevil : Nighlok avec un visage de rat ayant une armure très solide et pouvant lancer des lasers. Il sera détruit dans l'épisode 2.

- Switchbeast : Nighlok pouvant envoyer l'esprit des gens dans des objets, projeter des lasers et il est armé d'une sorte de lance. Il sera détruit dans l'épisode 3. Serrator révélera dans l'épisode 4 que Switchbeast travaillait pour lui.

- Eyescar : Un nighlok très puissant selon Octoroo. Il est armé d'une lance. Il vient des profondeurs les plus sombres de la rivière Sanzu, c'est pour ça qu'Octoroo pense qu'Eyescar est très puissant. Il sera détruit dans l'épisode 5.

- Crustor : Nighlok armé d'une épée, il peut lancer des flammes avec son attaque Blazing Firestorm. Il travaille pour Serrator. Il sera détruit dans l'épisode 6.

- Skarf : Nighlok qui peut manger n'importe quoi avec ses bras. Mais son vrai pouvoir se révèle lors de sa seconde vie. Il dispose alors d'un bouclier presque impénétrable et peut projeter des lasers. Il a mangé le morpher samurai de Kévin et a failli mangé Octoroo. Il voulait manger Octoroo parce qu'il adore les fruits de mer. Il est le premier Nighlok contre lequel les rangers ont utilisé le Gigazord Samurai. Il travaille pour Serrator. Il sera détruit dans l'épisode 8.

- Duplicator : comme son nom l'indique il peut se dupliquer à l'infini. Il dispose également d'une épée. Il est capable d'envoyer des sortes de boules en lasers. Il travaille pour Serrator. Il sera détruit dans l'épisode 9.

- Grinator : ce Nighlok dispose de bombes, la terre toxique qu'il crache peut affamée et assoiffée les gens qui les reçoivent, dont les Rangers, et il est armé d'une épée. Il est également capable d'envoyer des petits pics par le haut de sa tête et de cracher des lasers. Il travaille pour Serrator. Il sera détruit dans l'épisode 10.

- Epoxar : Nighlok disposant d'une sorte de rateau qu'il utilise pour se battre et il peut coller deux personnes ensemble et projeter des lasers par les yeux. Il a collé les mains de Kevin et Mike et les joues de Bulk et Spike. Il travaille pour Serrator. Il sera détruit dans l'épisode 11.

- Maldan : Nighlok maître dans l'utilisation des armes à feux. Il est l'inventeur de la mitrailleuse laser que les Nighloks utilisent dans l'épisode « Le piège de Serrator ». Il travaille avec Maître Xandred et Octoroo à l'élaboration de plusieurs mitrailleuses lasers, il rejoint ensuite Serrator pour l'aider à vaincre les Rangers. Il sera détruit dans l'épisode 12.

- Pestilox : Nighlok pouvant envoyer des mouches dans les corps de ses victimes, ce qui leur donne une douleur au niveau du ventre, et il peut également, comme Duplicator, envoyer des sortes de boules en lasers. Il a deux tentacules dans le dos. Il travaille pour Serrator. Il sera détruit dans l'épisode 14.

- Gigertox: envoyé par Octoroo pour réveiller Maître Xandred en provoquant assez de peur. Gigertox peut faire apparaître des tentacules dans sa main gauche, projeter des lasers, cracher un brouillard capable de blesser un ennemi, et il dispose d'une épée. Octoroo a renoncé à sa seconde vie pour lui, lui en donnant ainsi une troisième. Dans sa troisième vie, c'est un énorme serpent lévitant capable de cracher du feu. Il sera détruit dans l'épisode 17. Mais malgré sa mort, le plan d'Octoroo aura réussi puisque la résurrection de Xandred a été accélérée et aboutira dans l'épisode 18.

- Fiera : Femme Nighlok, elle a réussi à blesser Jayden mais a été détruite par Lauren dans l'épisode 16. Cette Nighlok est « aussi rapide que l'éclair » et elle a la possibilité de lancer des plumes très tranchantes, de se rendre invisible et de projeter des boules de feu par le bras droit. Elle peut envoyer des boules de feu spéciales si elle s'accroche à un objet contenant des flammes au bras droit. Elle est la seule femelle Nighlok à apparaître dans la série, Dayu ne compte pas car elle est moitié Nighlok moitié humaine.
- Trickster : Nighlok apparaissant dans l'épisode spécial Halloween de Power Rangers Super Samuraï et qui sera détruit dans ce même épisode.
- Gred : Nighlok apparaissant dans l'épisode spécial Noël de Power Rangers Super Samuraï et qui sera détruit dans ce même épisode.

## Armes
- Morpher Samouraï : Le Morpher Samouraï est l'outil nécessaire pour se métamorphoser en Ranger Samouraï.

- Morpher Samouraï doré : Le Morpher Samouraï doré est l'outil nécessaire pour se métamorphoser en Ranger Samouraï doré.
- Morpher Samouraï de Mentor Ji :
- Boîte noire : La Boîte noire est un talisman magique que les Rangers Samouraï ont obtenu à partir de la Porte de Tengen qui leur confère la capacité de se transformer en Mode Super Samouraï.
- Morpher Shiba : Le Morpher Shiba est l'outil nécessaire à Lauren Shiba pour se transformer en Ranger Samouraï rouge.

- Disques de Puissance : Les Disques de Puissance sont des artefacts en forme de disque utilisés par les Rangers SamouraÏ pour utiliser leurs armes et leurs Zords. Ils contiennent les pouvoirs et les fonctionnalités spécifiques nécessaires pour activer les armes et les capacités des Rangers, ainsi que pour appeler et contrôler les Zords pendant les combats. Chaque Ranger possède des Disques de Puissance spécifiques correspondant à leurs capacités individuelles et à leurs armes personnelles.
- Épée Samouraï : L'Épée Samouraï est une arme semblable à une épée utilisée par les Rangers Samouraï comme arme de mêlée.
  - Massue de Feu : La Massue de Feu est l'arme personnelle du Ranger Samouraï rouge, qui est semblable à un zanbato élémentaire de feu.
    - Canon Scarabée à 5 Disques : La Massue de Feu avec le Disque Scarabée est une configuration couramment utilisée qui permet de lancer un énorme scarabée de feu pour foncer sur les ennemis et les frapper violemment.
    - Canon Espadon à 5 Disques : La Massue de Feu avec le Disque Espadon est une configuration spécifique utilisée uniquement pour vaincre Yamiror. Cette configuration permet de lancer un énorme poisson-scie énergétique composé d'une énergie bleue ressemblant à de l'eau.
    - Canon Tigre à 5 Disques : La Massue de Feu avec le Disque Tigre est une configuration spécifique utilisée uniquement pour vaincre Robtish. Cette configuration permet de lancer un tigre énergétique jaune pour combattre l'ennemi.
    - Canon Tentaculaire à 5 Disques : La Massue de Feu avec le Disque Tentaculaire. Utilisé uniquement aux côtés du Super TaureauZooka pour abattre Serrator.
    - Canon Multi Disques Tentaculaire : La Massue de Feu avec le Disque Tentaculaire et alimenté par le CrustaDisque. Utilisé uniquement pour vaincre l'une des multiples vies de Trickster dans le monde des rêves.

  - Hydro Arc : Le Hydro Arc est l'arme personnelle du Ranger Samouraï bleu, qui est semblable à un arc élémentaire d'eau.
  - Éventail Céleste : L'Éventail Céleste est l'arme personnelle du Ranger Samouraï rose, qui est semblable à un éventail de guerre élémentaire du ciel.
  - Lance de la Forêt : La Lance de la Forêt est l'arme personnelle du Ranger Samouraï vert, qui est semblable à une lance élémentaire de la forêt.
  - Trancheur Terrestre : La Trancheur Terrestre est l'arme personnelle du Ranger Samouraï jaune, qui est semblable à un fuuma shuriken élémentaire de la terre.
  - Mega Lame : La Mega Lame est une arme semblable à une épée utilisée par les Rangers Samouraï lorsqu'ils pilotent le Megazord Samouraï.
    - Super Mega Lame : La Boîte noire se fixe ensuite sur la charnière de la Mega Lame du Ranger en Mega Mode Super Samouraï lorsqu'elle est en mode contrôleur. Lorsque le besoin se fait sentir d'utiliser le mode épée dans le cockpit, la Boîte noire est déplacée vers la section décalée du manche de la Mega Lame.

  - Épée Requin :
- Lame de Barracuda : La Lame de Barracuda est l'arme personnelle du Ranger Samouraï doré, qui est semblable à un tanto. C'est une lame courte et pointue utilisée pour des attaques de mêlée rapprochée et des mouvements rapides.
- Zord Flash : Le Zord Flash est une lanterne ancienne donnée à Antonio par Mentor Ji pour se transformer en une puissante arme en forme de lanterne à utiliser en combat. Le Zord Flash peut tirer des projectiles en forme de disque sur ses ennemis.
- TaureauZooka : Le TaureauZooka est une arme de type blaster à thème de taureau créée par Cody et donnée au Ranger Samurai rouge.
  - Super TaureauZooka : Le TaureauZooka peut être combiné avec une Épée Samouraï pour former le Super TaureauZooka.
  - Lance Shogun : La Lance Shogun est une arme de type lance utilisée par le Ranger Shogun rouge lorsqu'il pilote le Gigazord Samouraï.
- Mega Mode : Le Mega Mode est une puissante armure portée par les Rangers Samouraï lorsqu'ils pilotent leurs Zords Origami.
- Mode Super Samouraï : Le Mode Super Samouraï est un mode suralimenté utilisé par les Rangers Samouraï qui confère à son utilisateur une augmentation considérable de puissance. Le Mode Super Samouraï équipe également un Ranger Samouraï d'une cape blanche à porter lors des combats.
  - Mega Mode Super Samouraï : Le Mega Mode Super Samouraï est une armure surélevée utilisée par un Ranger Samouraï dans ses Zords tout en utilisant le Mode Super Samouraï.
- Mode Attaque du Requin : Le Mode Attaque du Requin est un mode suralimenté utilisé par les Rangers Samouraï qui canalise les pouvoirs du Zord Épée. Le Mode Attaque du Requin équipe également un Ranger Samouraï d'une cape rouge à porter lors des combats.
  - Mega Mode Attaque du Requin : Le Mega Mode Attaque du Requin est une armure surélevée utilisée par un Ranger Samouraï dans ses Zords tout en utilisant le Mode Attaque du Requin.
- Ceinture Shogun : La Ceinture Shogun est l'outil nécessaire pour se transformer en Mode Shogun.
  - Mode Shogun : Le Mode Shogun est une ancienne armure qui appartenait autrefois à un Ranger Samurai rouge appelé le Grand Shogun, et qui a été donnée aux Rangers Samouraï après qu'ils ont débloqué le Zord Taureau. Le Mode Shogun est utilisé une fois au combat contre Maître Xandred.
- SUV du Clan Shiba : Le SUV du Clan Shiba est un véhicule utilitaire sport que les Rangers Samouraï utilisent pour se déplacer en civil.

- Moto de Mentor Ji : Mentor Ji utilise cette moto pour faire des courses à Panorama City.
- Bolide rouge : Le Bolide rouge est une voiture créée par le Ranger Samouraï rouge grâce au pouvoir des symboles pour que le Ranger Opérateur de la Série rouge puisse conduire lors des combats contre le Professeur Cog et le Général Gut.
- Chevaux de Guerre : Les Chevaux de Guerre sont créés grâce au pouvoir des symboles et sont montés par les Rangers Samouraï pour combattre l'armée du Général Gut.

## Zords
- Zord Origami Lion : Ressemble à un lion. Il forme la tête et le buste du Megazord Samurai. Il attaque avec ses griffes et dispose de l'attaque « Fureur Pentagonale ». Il appartient à Jayden.

- Zord Origami Dragon : Ressemble à un dragon. Il forme la jambe gauche et le casque du Megazord Samurai. Il attaque en soufflant du feu bleu. Il appartient à Kevin.

- Zord Origami Ours : Ressemble à un ours. Il peut former la jambe droite du Megazord Samurai. Il attaque avec ses griffes. Il appartient à Mike.

- Zord Origami Singe : Ressemble à un singe. Il peut former le bras gauche du Megazord Samurai. Il attaque avec ses griffes. Il appartient à Emily.

- Zord Origami Tortue : Ressemble à une tortue. Il forme le bras droit du Megazord Samurai. Le Zord Origami Dragon est capable de lancer le Zord Origami Tortue comme une attaque. Il attaque avec ses griffes. Il appartient à Mia.

- Zord Scarabée : Ressemble à un scarabée. Jayden a utilisé ce Zord, il est finalement donné à Mia mais Mike, qui s'est donné du mal pour s'améliorer, a eu le disque et le Zord. Il attaque avec le « Canon-scarabée ».

- Zord Espadon : Ressemble à un espadon. C'est Kevin le seul qui était digne de l'utiliser. Il attaque avec son nez semblable à une épée. Il appartient à Kevin.

- Zord Tigre : Ressemble à un tigre blanc. Il attaque avec la « Vrille du tigre » utilisant ses griffes et ses bras. Il avait été possédé et envoûté par un Nighlok avant d'appartenir à Jayden.

- Octozord : Ressemble à un calamar. Donné par Jayden dans son enfance, le mentor n'a pas réussi à le récupérer parce qu'Antonio avait déjà déménagé. Il attaque avec ses tentacules et utilise l'attaque « Nuage d'encre ». Il appartient à Antonio.

- Crustazord : Ressemble à un homard, réparé par Antonio dans l'épisode Duo de choc et activé dans l'épisode Esprit d'équipe par Jayden, Kevin, Mike et Mia grâce au disque de puissance vie et à leur épée Samouraï alors qu'Antonio a utilisé son Morpher Samurai doré et le symbole de puissance vie. Il attaque avec ses pinces et dispose de l'attaque « Lames circulaires ». Il peut se transformer en Megazord. Il appartient à Antonio.

- Zord Requin : Ressemble à une épée Requin, il est activer pour la première fois dans le film. Il appartient à Jayden.

- Zord Flash : Ressemble à une lanterne de lumière il a justement le symbole de la lumière activé par Antonio. Il appartient à Antonio.

- Zord Taureau : Il ressemble à un taureau, libéré par un enfant mais c'est Jayden qui en prend possession. Il y a des années il a été enfermé par le Grand Shogun c'est lui qui donne les pouvoirs du mode Shogun. Il appartient aux Rangers.

## Megazords
Megazord Samurai : Les Zords Origamis Lion, Dragon, Ours, Singe et Tortue se combinent pour former le Megazord Samurai. Ses attaques : « Samurai slash », « Frappe du katana » et « Saut du Dragon »
- Megazord Missile Scarabée : Le Zord Scarabée se combine avec le Megazord Samurai pour former le Megazord Scarabée. Ses          attaques : « Missiles-Scarabées » et « Missile-Scarabée Rotatif »
- Megazord Escrimeur Espadon : Le Zord Espadon se combine avec le Megazord Samurai pour former le Megazord Escrimeur Espadon. Il a la possibilité de transformer sa lame en double lame. Ses attaques : « Espadon slash », « Entaille de l'espadon » et « Torpilles Espadons ».
- Megazord Vrille du Tigre : Le Zord Tigre se combine avec le Megazord Samurai et forme le Megazord Vrille du Tigre. Son attaque : « Vrille du tigre ».
- Mégazord Tentaculaire : Le Megazord Samuraï peut se combiné avec OctoZord pour former le Megazord Tentaculaire
- Vaisseau de combat Samurai Samurai : Les Zords Scarabée, Espadon et Tigre combinés ensemble forment le Vaisseau de combat. Ses attaques : « Attaque des disques » et « Coup de grâce ».

- Megazord Vaisseau de combat : Le Vaisseau de combat Samurai se combine avec le Megazord Samurai pour former le Megazord Vaisseau de Combat ce qui lui donne plus de puissance et lui permet de voler. Ses attaques : « Slash aérien », « Méga-tourbillon » et « Coup de grâce ».

- CrustaZord de combat : Le Zord Crabe peut se transformer pour devenir ce Megazord, il possède quatre modes avec des têtes différentes qui représentent chacune un point cardinal : Nord, Sud, Est et Ouest. Les voici :
  - CrustaZord de combat est : Il possède un mode normal (sans armes) et un mode d'attaque finale avec les pinces du Zord Crabe en guise de bras. Dans ce mode, il possède l'attaque « Armement des pinces coupantes ».
  - CrustaZord de combat ouest : Il possède un mode de défense qui déploie un éventail en fer en guise de bouclier, il ne possède pas d'attaque dans ce mode.
  - CrustaZord de combat sud : Il possède deux katanas. Son attaque est « Double attaque du katana ».
  - CrustaZord de combat nord : C'est la combinaison du Zord Crabe et du Zord Pieuvre, il possède une arme nommée Électro-harpon. Son attaque est « Électro-harpon chargé ».

- Megazord Requin : Quand le Megazord Samurai se combine au Zord Requin il devient le Megazord Requin.

- Canon Super Samurai : Le Vaisseau de combat Samurai peut se combiner avec le Zord Pieuvre pour former le Canon Super Samurai.

- Megazord à Pinces Blindées : Le Zord Crabe peut aussi se combiner avec le Megazord Samurai pour former un Megazord encore plus grand.

- Megazord Flash : Le Zord Flash peut se transformer en Megazord Flash, il peut être contrôler par la voix d'Antonio. Il appartient à Antonio. Ses attaques : « Attaque Flamboyante » et « Disques de Combat en mode Rafales »

- Megazord Taureau : Un puissant Megazord qui est le premier à être apparu sur terre d'après Ji. Il peut utiliser ses "Shoulders Blasters" et son attaque final est "Final Strike".

- Gigazord Samouraï : Quand tous les zords (excepté le Zord Flash & le Zord Requin) se combinent ils forment le Gigazord Samurai. Il utilise le Zord Requin comme une épée pour vaincre Serrator dans l'épisode Le destin de Serrator. Le Gigazord Samurai dispose des : « Attaque du Samurai », « Pinces Tenailles », « Attaque Pinces Tranchantes », « Attaque Vrilles du Tigre », « Slash Suprême » et « Méga Frappe ».

- Gigazord Samouraï Requin : Le Gigazord Samouraï étant impuissant face à Serrator, Les Rangers décident d'utiliser le Zord Requin pour former le plus puissant Gigazord de cette saison : Le Gigazord Samouraï Requin.

## Épisodes de la dix–neuvième saison (2012)
| Saison | Saison | Épisodes | États-Unis      | États-Unis       | France        | France |
| Saison | Saison | Épisodes | Début           | Fin              | Début         | Fin    |
| ------ | ------ | -------- | --------------- | ---------------- | ------------- | ------ |
|        | 19     | 20       | 18 février 2012 | 15 décembre 2012 | 28 avril 2012 | NC     |